# Fontana del Bacco
La fontana del Bacco è un monumento di Firenze, situato in borgo San Jacopo, nei pressi del Ponte Vecchio.

## Storia e descrizione
Alla base della torre dei Rossi-Cerchi, su progetto dell'architetto Francesco Leoni, venne realizzata nel 1838 una nicchia (al posto dalla bottega dell'arrotino Pasquale Serrati), all'interno della quale fu posta un'antica vasca di marmo strigilata (già parte della base della scultura del Giambologna raffigurante Ercole e il centauro Nesso quando questa si trovava sul canto de' Carnesecchi) su uno zoccolo sporgente rispetto al filo del fronte ed elevata di tre gradini, ed un Bacco in bronzo dal cui basamento sgorgava attraverso una testa leonina l'acqua, in modo da costituire a tutti gli effetti una fontanella pubblica.

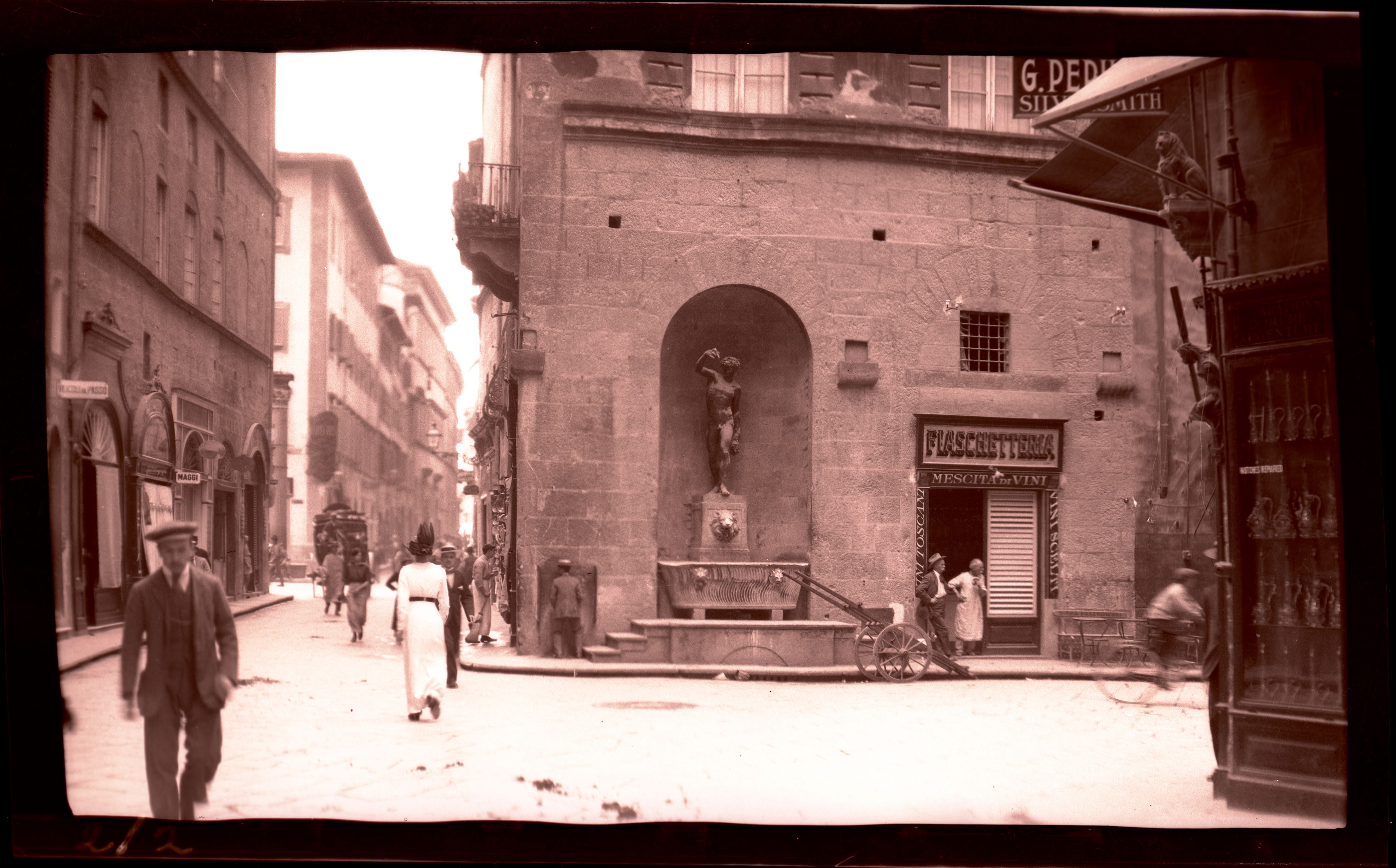
la fontana nella sua disposizione originale in una foto del 1913

Secondo le ricerche condotte da Detlef Heikamp la scultura era reputata allora di un allievo di Benvenuto Cellini e oggi riconosciuta come opera giovanile del Giambologna databile attorno al 1560 e commissionata da Lattanzio Cortesi, per essere poi acquistata dai Medici nel 1638. L'opera aveva goduto di scarsa popolarità nel periodo neoclassico, trovando una collocazione defilata nel percorso degli Uffizi, per questo venne resa disponibile dallo Scrittorio delle Reali Fabbriche fin dal 1825, per essere appunto "collocata in una nicchia della fontana pubblica sotto la casa dei Cerchi". La statua dopotutto fa il gesto di versare il contenuto di una coppa, con lo sguardo verso l'ideale liquido che ne cadrebbe, e ben si addice allo zampillo d'acqua. Il 29 ottobre 1838 la fontana venne inaugurata, e per un certo periodo venne chiamata fonte "del Centauro", a ricordo della provenienza della vasca.

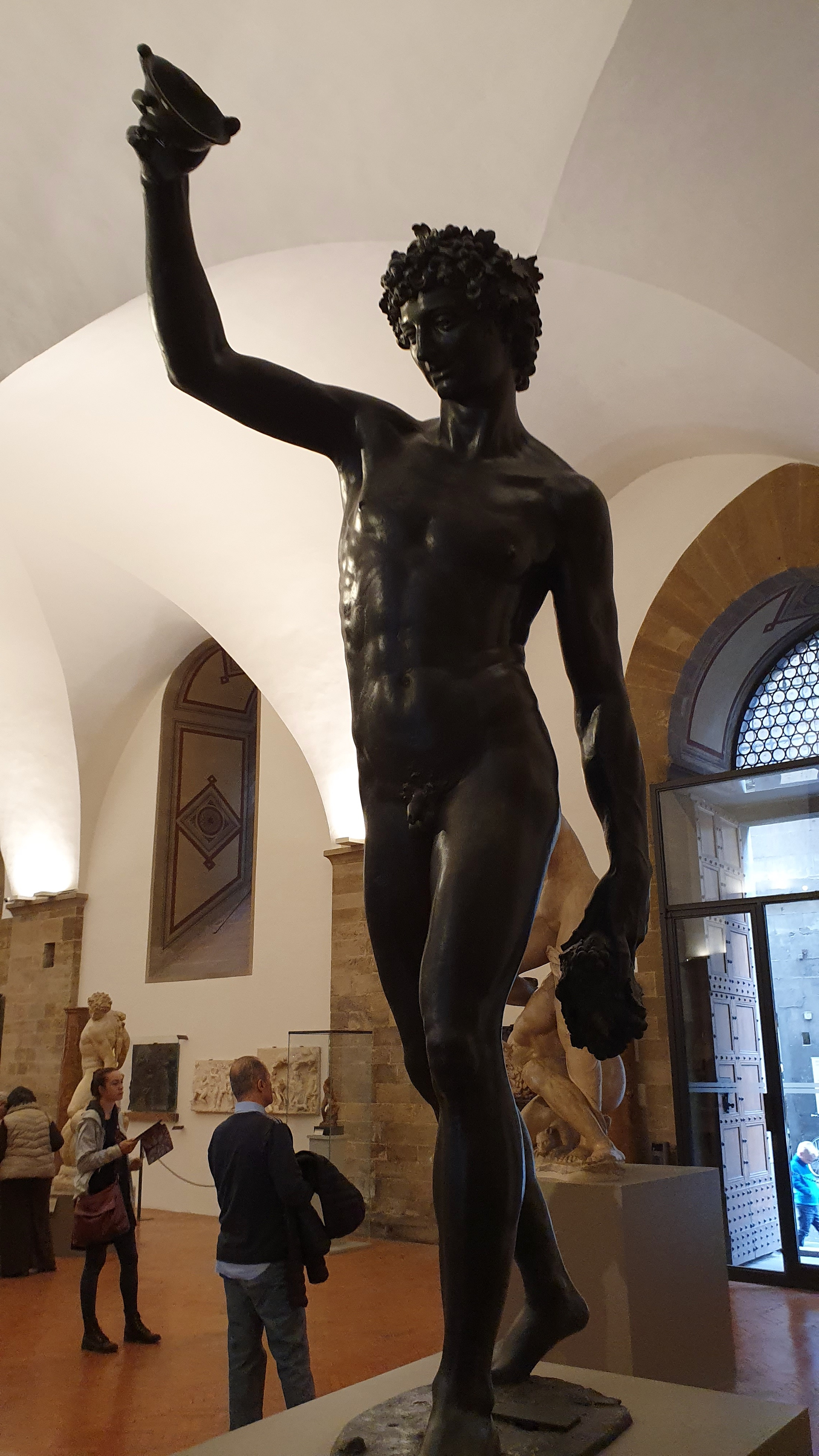
La statua originale nel Bargello

La notte tra il 3 e il 4 agosto 1944, quando scoppiarono le mine tedesche che fecero saltare tutti gli accessi a Ponte Vecchio, anche la fontana venne distrutta, sebbene la statua del Bacco si salvò essendo stata nel frattempo trasferita nei depositi della Soprintendenza, mentre andò perduta la vasca in marmo. Nel corso dei lavori di ricostruzione si provvide a ricreare una nicchia simile alla precedente che, nel 1958, con un finanziamento dell'Azienda di Turismo sollecitato da Piero Bargellini, tornò ad ospitare il Bacco e una diversa vasca, questa volta costituita da un sarcofago che si disse di epoca romana (ma forse è da intendersi come replica, tra l'altro abbastanza diffusa, di un sarcofago a tinozza di ispirazione antica). Un'incisione nella nicchia ne ricorda la data e le circostanze della ricostruzione.
Nel 2006, dopo il suo restauro, la statua è stata collocata al Museo nazionale del Bargello e qui sostituita da un calco (Meridiana Restauri con fusione eseguita dalla Fonderia Artistica Ferdinando Marinelli di Firenze).